# Un jour avec, un jour sans
Pour plus de détails, voir Fiche technique et Distribution.
Un jour avec, un jour sans (지금은맞고그때는틀리다, Jigeumeun matgo geuttaeneun tteullida) est un film sud-coréen réalisé par Hong Sang-soo, sorti en 2015. Il est présenté en sélection officielle au Festival international du film de Locarno 2015 où il remporte le Léopard d'or du meilleur film et Jeong Jae-yeong remporte le Léopard pour la meilleure interprétation masculine.

## Synopsis
Le film se compose de deux parties, qui racontent la même rencontre mais en en donnant deux images complètement différentes. Les deux parties ne sont pas absolument incompatibles, on peut y voir deux montages racontant des histoires opposées à partir d'une sélection différentes de séquences et surtout de parties de séquences. 
Un cinéaste se déplace en province pour participer à une conférence sur un de ses films mais, à la suite d'une erreur dans l'organisation, il a une journée d'avance et donc une journée à perdre. Il rencontre une jeune femme qu'il aborde. D'abord elle s'agace puis s'émerveille d'avoir à faire à une personnalité connue, même si elle n'a jamais vu ses films.
Le premier récit nous montre une journée de drague à base de flatteries et de compliments mais à l'efficacité battue en brèche par une amie de la jeune femme, amie qui n'a pas non plus vu les films du réalisateur mais connaît à fond sa vie privée. La jeune femme rentre seule chez sa mère inquiète car prévenue de la fréquentation douteuse de sa fille.
Dans le second récit, le réalisateur ne cache rien de sa vie à la jeune femme tout en lui déclarant sa flamme, aidé par l'alcool. Il raccompagne la jeune femme jusque chez sa mère mais sans se faire voir de celle-ci, également prévenue. Le lendemain, la jeune femme vient voir son film.

## Fiche technique
- Titre français : Un jour avec, un jour sans
- Titre original : 지금은맞고그때는틀리다 (Jigeumeun matgo geuttaeneun tteullida)
- Réalisation : Hong Sang-soo
- Scénario : Hong Sang-soo
- Musique : Jeong Yong-jin
- Pays d'origine : Corée du Sud
- Format : Couleurs - 35 mm - 2,35:1
- Genre : drame et romance
- Durée : 121 minutes
- Date de sortie :
  - 13 août 2015 :  Suisse (Festival international du film de Locarno 2015)
  - 17 février 2016 :  France

## Distribution
- Jeong Jae-yeong : Ham Cheon-soo, le réalisateur
- Kim Min-hee : Yoon Hee-jeong, la jeune femme
- Hwa-Jeong Choi : Bang Soo-young, amie
- Young-hwa Seo : Joo Young-sil, convive femme et fan du réalisateur
- Yoon Yeo-jeong : Kang Deok-soo, la mère
- Yoo Joon-sang : Ahn Seong-gook, l'animateur du débat
- Gi Ju-bong : Kim Won-ho, convive masculin
- Go Ah-seong : Yeom Bo-ra, assistante

## Prix
- 2015 : Léopard d'or au Festival international du film de Locarno 2015.